# Koteka

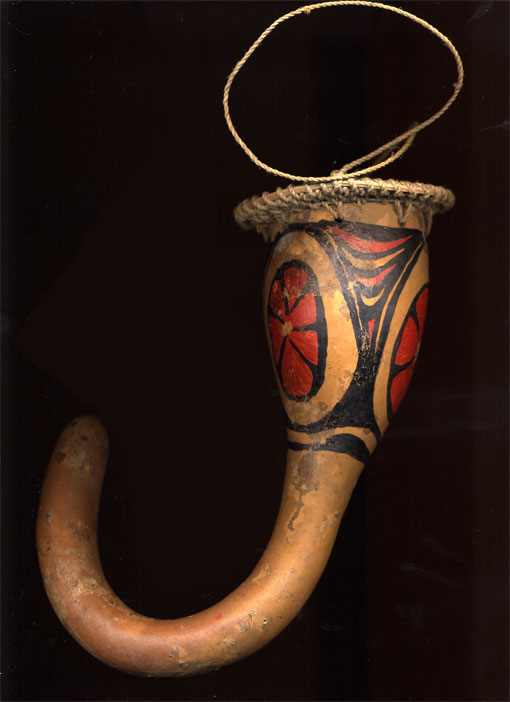
Una koteka

Una koteka es un particular complemento indumentario fetiche hecho con un calabacín hueco y seco. Lo llevan en Irian Jaya (la parte occidental de Nueva Guinea administrada por Indonesia) los hombres de las tribus Dani, Lani, Mee, 'Nggem, Yali, Papúes, Walaak y otras en el falo, que es mantenido erecto por una correa. A menudo se lleva solo, pero, a veces, en combinación con tocados de plumas, aros de lianas enrollados en el pecho, abalorios, plumas, peinados a base de estiércol y fango y adornos de nariz y/u orejas de colmillos o huesos de cerdo.
Existen varios tipos de koteka pues según su uso (caza, danza, situaciones mundanas, etc.) varían en forma y dimensiones. La forma pero, sobre todo, el tamaño del objeto no sirve de marcador social ni guarda relación alguna con el rango del portador. 
La koteca sirve de protección contra la entrada de espíritus malignos y su forma y tamaño distingue a unas tribus de otras. También la utilizan para guardar todo tipo de cosas, comida e incluso tabaco.
Generalmente se fabrica con una calabaza de lagenaria siceraria.